# Chúndara
El Chúndara es un pasacalles propio del municipio vallisoletano de Peñafiel que se realiza los días 15, 16 y 17 de agosto, coincidiendo con las Fiestas de Nuestra Señora y San Roque (14-18 de agosto). En este, los participantes recorren las calles del pueblo al son del pasodoble La Entrada mientras los vecinos arrojan agua desde sus balcones.

## PasodobleLa Entrada

### Historia
La Entrada es un pasodoble compuesto por compositor alicantino Quintín Esquembre (1885-1965) en 1922. Este fue concebido para ser interpretado por la banda municipal de su ciudad natal, Villena (Alicante), en el desfile de la tradicional fiesta de Moros y Cristianos, en honor a la virgen María de las Virtudes, y  encargado por Francisco Bravo, director (en aquel entonces) de la banda municipal de dicha localidad:
Mi buen amigo Francisco Bravo, director de ella por aquel entonces, reorganizó, con un buen
puñado de gente joven, la Banda Municipal de Villena, y en un escrito me dijo: Quintín, hazme
un pasodoble bonito y que no sea difícil, para que lo puedan tocar con facilidad los chicos. Traté
de atenderle, y como todo lo que se hace con amor y sencillez es bonito, así nació esta obrita .
Resulta una pieza breve y sencilla de ejecutar, ideal para ser interpretada, ya no solo por los jóvenes inexpertos que integraban la banda dirigida por Bravo, sino que también lo será para cualquier banda municipal o charanga actual con músicos en proceso de aprendizaje. 

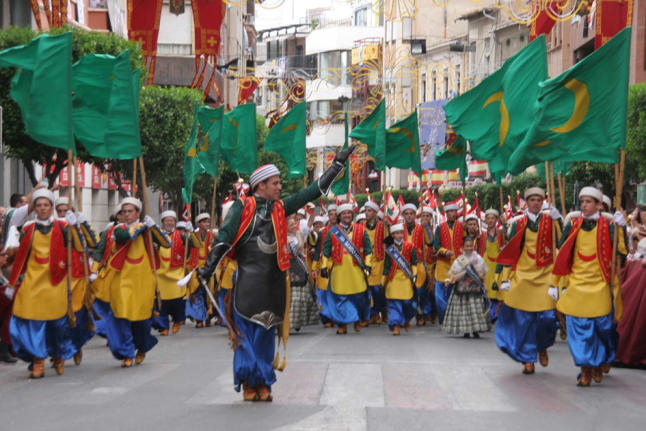
Comparsa de Marruecos

### Letra y música
Una de las particularidades de este pasodoble será la adaptación posterior de una letra o poema, atribuida a Amérigo González Requena, originario de Yecla :
Como flor saturada de abril
Que de fragancia y frescor se llena,
Son tus mujeres, noble Villena
Que las colmaste de encantos mil.
Y a esa raza que abrigas gentil,
Quiere ofrendar/e un triste coplero,
Su canto henchido de amor sincero
Que fue inspirado en tu pensil.
Un pasodoble para ti creado
Mi alma se ha llenado De honda
inspiración; porque sus notas parecen
Clamores, lanzados con flores del
jardín de tu mansión
Villena… Puedes ostentar orgullo
Por tener en suelo tuyo
La mujer más noble y buena.
La mujer que por su encanto
Ni una estrella fulge tanto.
Y aunque anidas bajo el cielo
Los vergeles más gentiles,
Yo me afano con desvelo
Por brindarte flores miles
A tu hermoso y santo suelo.
A nivel musical, el pasodoble textualizado se encuentra en la tonalidad de Sol menor y cuenta con la siguiente estructura:
SECCIÓN 1 (Modo menor) 
- Introducción instrumental
- Desarrollo de las 3 primeras estrofas
- Repetición instrumental de la 3ª estrofa
PUENTE (Modo menor) 
- Sección de mayor tensión del pasodoble
SECCIÓN 2 (Modulación al homónimo mayor) 
- Desarrollo de las estrofas 4 y 5

### Villena y Peñafiel
Resulta interesante la simbiosis producida entre el pueblo alicantino de Villena y el municipio vallisoletano de Peñafiel, quien asumirá y convertirá dicha pieza en una especie de himno popular de sus fiestas patronales. Sin embargo, La entrada no será el único elemento común de estos municipios, sino que también lo será el autor de El Conde Lucanor, Don Juan Manuel Infante de Castilla (1282-1348), quien fue príncipe de Villena y señor de Peñafiel. Este hecho histórico incitó a dichas localidades a formalizar un acta de hermanamiento en 1982, en conmemoración del 700 cumpleaños de dicho personaje .

## ElChúndara

### Origen
Los orígenes del Chúndara se remontan a los años 20 del s.XX , señalando como germen de este festejo a un desfile profano que se encontraba inicialmente encabezado por las autoridades locales, toreros y mulillas, [en los años 70, la reina y las damas de la fiesta se sumarán a esta comitiva ] quienes, al son de los pasodobles y marchas interpretadas por la banda municipal, procesionaban desde el Ayuntamiento hasta la Plaza del Coso con el fin de dar comienzo al festejo taurino. Sin embargo, no será hasta a partir de 1950 en que el pasodoble de Esquembre comience a ganar popularidad y a hacer mella entre los miembros más jóvenes del municipio, quienes pronto comenzarían a adelantar e incluso a retrasar el cortejo mediante saltos, bailes y cantes. 
En torno a 1956, se fijará (de manera no oficial) La Entrada como pasodoble distintivo por antonomasia de las fiestas, aunque finalmente será en un artículo publicado el 16/08/1962, en El Norte de Castilla, cuando aparezca el nombre de “El Chúndara” o “La Chúndara”.
Por otro lado, la introducción del agua como elemento central del recorrido será posterior y servirá como método de alivio ante el acaloramiento generado por estos frenéticos saltos, bailes y cantes, además de por las altas temperaturas que azotan al mes de agosto.

### Desarrollo
El Chúndara comienza la tarde del 15 de agosto a la entrada de la calle Derecha al Coso, en la cual se realiza el tradicional trazado de la raya. Tras el lanzamiento del 3º cohete, coincidiendo con la llegada de las 17:00 horas, se procede a la interpretación del 1º Chúndara del año, dando paso a los saltos, bailes y cantos de los participantes. Tras varias horas de frenetismo y de continuas remojadas, y una vez pasada la calle Parra e instalados en la Plaza del Coso, tanto banda como participantes realizan un recorrido por dentro del ruedo bailando y cantando al son de la música, dándose por finalizado el pasacalles y comenzando el festejo taurino.
Una vez finalizada la capea, en torno a las 21:30 y 22:00 horas, se realiza lo que se conoce como “El Chúndara de Vuelta”, en el cual la banda municipal va en marcha ligera hasta la Plaza Mayor, lugar donde interpretarán algunas piezas y darán por finalizada la jornada iniciada a las 17:00 pm.

### Música y letra[5]
El Chúndara consiste en una adaptación más briosa, rápida y festiva del pasodoble La Entrada. Cuenta con la misma estructura musical y, en este caso, será fundamental el papel tanto de los instrumentos graves de viento metal como el de la percusión, ya que esto permitirá que se escuche la melodía con mayor facilidad entre la multitud.
Por otro lado, la letra del Chúndara ha sufrido numerosas variaciones, algunas más aceptadas que otras, aunque la versión más generalizada y extendida será la que involucre a Bernardo de Frutos, alcalde que gobernó el municipio durante la década de los años 20 (s.XX). La historia cuenta que este se vio obligado a suspender el festejo taurino por mandato gubernamental, lo que provocó el descontento del pueblo. Esto despertó el instinto picaresco popular, sacándose varias coplas al respecto y de cuyos restos queda la coletilla “por eso, viva el pijo del tío Bernardo” la cual, coincidiendo con el clímax de la canción, cantará la gente con mayor emoción. 
Además de esta frase, la letra del pasacalles se verá complementada con onomatopeyas y tarareos:
 Chúndara, tarta chúndara 
 Tarata chúndara chúndara 
 Tarata chundachunda 
 Chundachun datachun datachun  […]

## ElChúndarainfantil
El Chúndara no es solamente una fiesta para los adultos, sino que los niños también pueden 
participar en el pasacalles. Aprovechando la adición de 1 día más a las fiestas municipales, el 18 de agosto se celebra el Chúndara Infantil, en el cual músicos espontáneos tocan La Entrada, dando la oportunidad de participar a los más pequeños del pueblo.

## Otras fiestas del agua en España
Lo meses principales en los cuales se desarrollan estas “remojadas” son junio y agosto, 
coincidiendo con las fiestas de San Juan Bautista (24/05) y San Roque (16/08) respectivamente. En el primer caso, contamos con eventos multitudinarios como el de la “Carrera del agua”, en Lanjarón (Granada) . En el caso de las fiestas en honor a San Roque, santo estrechamente relacionado con el agua ya que, según cuenta la tradición, Dios le ayudó haciendo brotar milagrosamente una fuente de agua para que este bebiera y lavara su heridas (a causa de la peste), encontramos remojadas como las de Molinaseca, en el Bierzo (León), así como las de Villagarcía de Arosa, Pontevedra.
Estos festejos tienen como principal protagonista el agua, llegando a emplear cientos de litros de la misma durante sus celebraciones. Sin embargo, esto supone un gran problema ya que, actualmente, nos encontramos ante una alarmante situación de sequía extrema, en la cual los embalses españoles cuentan con apenas el 50% de su capacidad total , siendo este el nivel más bajo desde hace una década. Debido a esta emergencia climática, algunos ayuntamientos se han visto obligados a optar por un formato de celebración diferente, como es el caso de Villagarcía de Arosa, quienes este 2022 sustituyeron las mangueras por cubos, con el fin de realizar un consumo más responsable. Peor será el caso de Molinaseca, quien este último año se ha visto obligado a suspender su anual remojada.